# Areuger
Areuger va ser el pseudònim de Gerardo Fernández de la Reguera y Aguilera (Santander, 1881 - Madrid, 1937) fou un caricaturista polític, dibuixant i il·lustrador gràfic espanyol. Va desenvolupar la seva professió en les principals revistes espanyoles del segle XX anteriors a la guerra civil iniciada en 1936, com ara Buen Humor i Blanco y Negro, així com en el seu suplement Gente Menuda.
Col·laborà amb Manuel Delgado Barreto en les revistes d'intenció política El Mentidero i Gracia y Justicia, en la que la caricatura d'Areuger, a dues tintes, ocupà sempre la primera pàgina, així com en el periòdic diari La Nación.
Iniciada la guerra civil, en juliol de 1936, Areuger va ser detingut per milicians del Front Popular i empresonat a la Presó Model de Madrid, de la qual va ser donat per desaparegut el dia 8 de setembre del següent any, 1937.